# Dirkens Mester
Dirkens Mester er en dansk stum detektivfilm fra 1910 produceret af Nordisk Films Kompagni. Filmens instruktør er ukendt. 
Filmen blev i engelsktalende lande distribueret som Master of the Jemmy og i tysktalende lande som Der Meister des Dietrichs. 

## Handling
Pengeskabstyven Jim Burns lukkes ud af fængslet, og har besluttet sig for at leve et bedre liv. Han beslutter sig dog for et sidste kup for at skaffe sig penge til sin nye tilværelse, og han stjæler således pengeskabet i en bank inden han skifter udseende og drager til en anden by, hvor han slår sig ned som lovlydig borger. Her får en et hæderligt arbejde, og bliver forlovet med datteren af byens bankdirektør. 
Men opdageren Dick Smith er på sporet af fra Jim Burns, og under en fest hos bankdirektøren ankommer Dick Smith for at anholde tyven. Alle festdeltagerne er imidlertid gået hen til den nye dirkefri bankboks, hvor en lille dreng er blevet lukket inde under leg med sin søster. Alle er i oprør, da drengen ikke kan komme ud. Jim Burns véd, at han vil afsløre sig, hvis han træder til og hjælper drengen, men han tager alligevel resolulut sin "værktøjskase" som detektiven har medbragt, og han låser boksen op, så den lille dreng kan reddes. 
Da detektiven ser Jim Burns gode hjerte, river han arrestordren over.

## Medvirkende
- Lauritz Olsen som indbrudstyven Jim Burns
- Carl Schenstrøm som detektiven Dick Smith, detektiv
- Ella la Cour
- Paul Welander
- Julie Henriksen
- Henry Seemann
- Ingeborg Rasmussen
- Poul Skondrup
- Sofus Wolder
- Maggi Zinn
- Doris Langkilde